# Naaldverkortende galmug
De naaldverkortende galmug (Thecodiplosis brachyntera) is een muggensoort uit de familie van de galmuggen (Cecidomyiidae). De wetenschappelijke naam van de soort is voor het eerst geldig gepubliceerd in 1835 door Schwagrichen.